# Utacapnia
Utacapnia is een geslacht van steenvliegen uit de familie Capniidae. De wetenschappelijke naam van het geslacht is voor het eerst geldig gepubliceerd in 1967 door Nebeker & Gaufin.

## Soorten
Utacapnia omvat de volgende soorten:
- Utacapnia columbiana (Claassen, 1924)
- Utacapnia distincta (Frison, 1937)
- Utacapnia imbera (Nebeker & Gaufin, 1965)
- Utacapnia labradora (Ricker, 1954)
- Utacapnia lemoniana (Nebeker & Gaufin, 1965)
- Utacapnia logana (Nebeker & Gaufin, 1965)
- Utacapnia nedia (Nebeker & Gaufin, 1966)
- Utacapnia poda (Nebeker & Gaufin, 1965)
- Utacapnia sierra (Nebeker & Gaufin, 1965)
- Utacapnia tahoensis (Nebeker & Gaufin, 1965)
- Utacapnia trava (Nebeker & Gaufin, 1965)